# Walter Braun (Politiker, 1913)
Walter Braun (* 26. August 1913 in Mannheim; † 27. November 1989) war ein deutscher Großkaufmann und bayerischer Senator.

## Leben
Nach seinem Abitur und einem Studenten-Werkhalbjahr machte Braun eine Ausbildung in Berlin und im Geschäft seiner Eltern in Nürnberg. 1938 kam er in den Besitz einer Hut- und Modewarengroßhandlung mit Hutfabrik in Nürnberg. Im Zweiten Weltkrieg wurde er im Wehrdienst in der Luftwaffe eingesetzt und saß in französischer Kriegsgefangenschaft. Nach seiner Entlassung war Braun am Wiederaufbau des kriegszerstörten Unternehmens beteiligt, errichtete eine Zweigniederlassung in München und nahm 1959 die Herstellung von Hüten wieder auf. 1957 wurde er Vorstandsmitglied beim Landesverband des Bayerischen Groß- und Außenhandels, dessen Präsident er von 1960 bis zu seinem Tode war. Ab 1960 war er Präsidiumsmitglied, von 1981 bis 1988 Vizepräsident des Bundesverbandes des Deutschen Groß- und Außenhandels mit Sitz in Bonn. Dort gehörte er außerdem dem Vorstand des Deutschen Industrie- und Handelstages an. Weiterhin saß er im Präsidium der IHK Nürnberg, deren Vizepräsident er von 1967 bis 1971 und deren Präsident er von 1971 bis 1989 er war. Anschließend war er Ehrenpräsident der IHK Nürnberg. Außerdem gehörte er dem Kuratorium des IFO-Instituts für Wirtschaftsforschung, dem Beirat, dem Verwaltungsrat und dem Vorstand des Deutschen Kanal- und Schiffahrtsverbands Rhein-Main-Donau an und hatte noch weitere leitende Funktionen inne. Von 1966 bis zu seinem Tod gehörte er dem Bayerischen Senat an.

## Ehrungen
- 1973: Großes Verdienstkreuz der Bundesrepublik Deutschland
- 1978: Großes Verdienstkreuz mit Stern der Bundesrepublik Deutschland[1]
- 1983: Großes Verdienstkreuz mit Stern und Schulterband der Bundesrepublik Deutschland
- 1988: Bürgermedaille der Stadt Nürnberg
- Bayerischer Verdienstorden